# 中村次喜蔵
中村 次喜蔵（なかむら じきぞう、1889年（明治22年）4月18日 - 1945年（昭和20年）8月18日）は、大日本帝国陸軍軍人。最終階級は陸軍中将。功三級

## 経歴
1889年（明治22年）に東京府で生まれた。陸軍士官学校第24期卒業。1938年（昭和13年）3月1日に陸軍歩兵大佐に進級し、陸軍予科士官学校学生隊長に就任した。1939年（昭和14年）に歩兵第124連隊長に転じ、日中戦争に出動。南寧で包囲された第5師団の救援や、翁英作戦、賓陽作戦、良口作戦などを連戦した。1940年（昭和15年）12月に新設された奉天陸軍予備士官学校長に就任し、1941年（昭和16年）3月に陸軍少将に進級した。
同年8月奉天陸軍予備士官学校が廃止されると、久留米第1陸軍予備士官学校長に転じた。1943年（昭和18年）に独立混成第19旅団長に就任し、中国戦線に復帰、汕頭周辺の警備に当たり、1944年（昭和19年）6月27日に陸軍中将に進級した。7月14日に第112師団長に親補され、朝鮮国境付近に布陣し、ソ満国境の守備に当たった。8月9日のソ連侵攻を受け、防衛陣地を固守し、8月17日まで戦闘が続いた。8月18日に第1方面軍の命により停戦に応じ、同日琿春で自決した。自決の状況、理由は不明である。

## 栄典
勲章
- 1942年（昭和17年）9月8日  - 勲二等瑞宝章[8]